# سیارک ۳۱۰۰

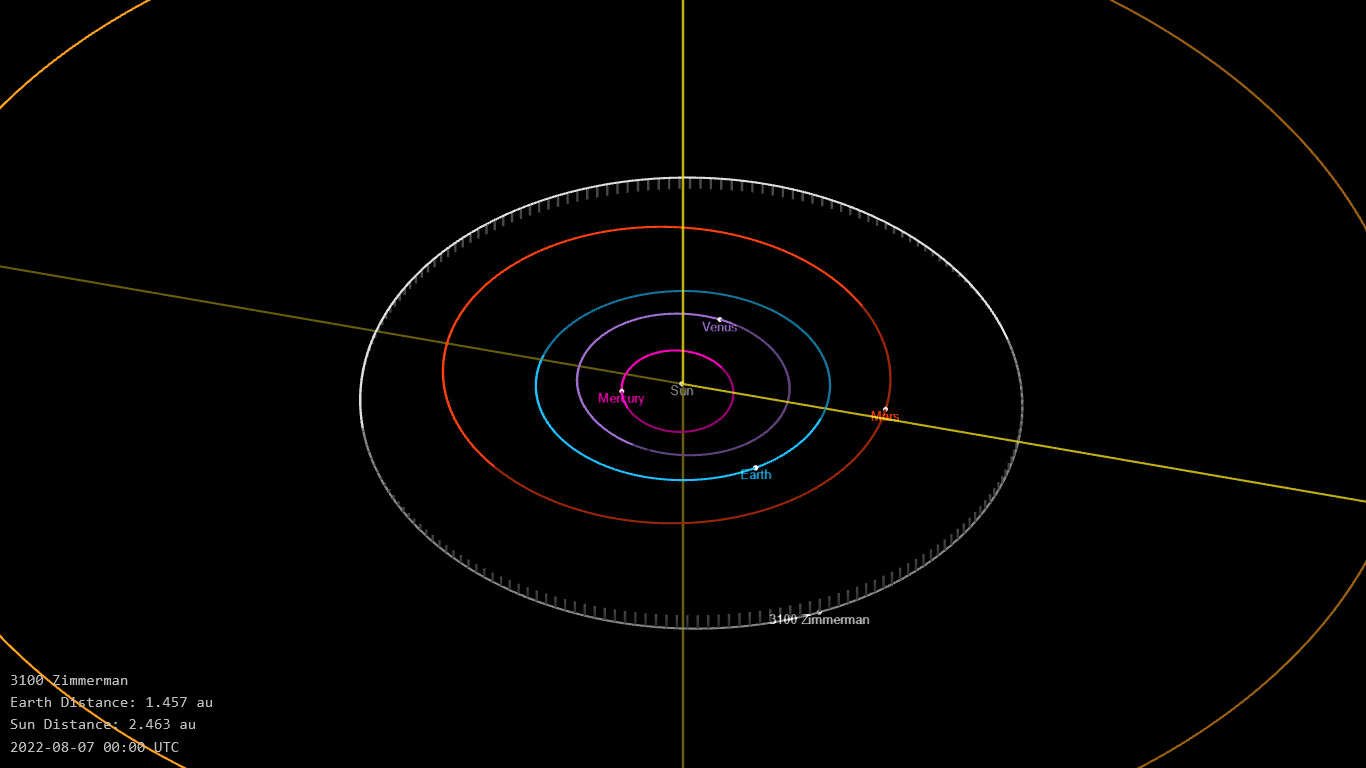
سیارک ۳۱۰۰

سیارک ۳۱۰۰ (به انگلیسی: 3100 Zimmerman، نامگذاری:1977EQ1) سه هزار و صدمین سیارک کشف شده‌است که در ۱۳ مارس ۱۹۷۷ کشف شد.
قدر مطلق سیارک برابر ۱۳٫۹۰ است.